# Козяк (Мислиня)
Козяк (словен. Kozjak) — поселення в общині Мислиня, Регіон Корошка, Словенія. Висота над рівнем моря: 762 м.